# فرقة لوفتفافه الميدانية الأولى
فرقة لوفتفافه الميدانية الأولى (بالألمانية: 1. Luftwaffen-Feld-Division)‏ Luftwaffen-Feld-Division ) كان فرقة مشاة تابعة للوفتفافه للفيرماخت الألماني التي قاتلت في الحرب العالمية الثانية. تم تشكيلها باستخدام الطاقم الأرضي الفائض من لوفتفافه وخدمت على الجبهة الشرقية من أواخر عام 1942 إلى أوائل عام 1944 في ذلك الوقت تم حلها.

## التاريخ العملياتي
لم يتم تدريب أفراد الفرقة بشكل كافٍ لدورهم كمشاة، وبسبب الخسائر الفادحة التي تكبدتها في الهجمات السوفيتية في شتاء 1943/1944، تم حل الفرقة نفسها بعد ذلك بوقت قصير. تم استيعاب أفرادها الباقين على قيد الحياة من قبل فرقة <i id="mwJw">ياغر</i> الثامنة والعشرون. 